# Alexander Søderlund
Alexander Toft Søderlund, né le 3 août 1987 à Haugesund en Norvège, est un footballeur international norvégien jouant au poste d'attaquant.

## Biographie

### Carrière en club

#### Débuts à l'étranger (2008-2010)
Ses tentatives pour briller dans différents championnats inférieurs étrangers, notamment en Italie (troisième division et quatrième division italiennes) et en Belgique (division 2 belge), furent des échecs successifs.
Il est passé dans six différents clubs, dans cinq championnats étrangers différents entre 2008 et 2010.
À l'été 2010, son expérience infructueuse à l'étranger se termine quand le club de Lega Pro Seconda Divisione (quatrième division italienne) de Leco décide de ne pas prolonger sa période d'essai initialement prévue pour quatre mois.
Il se résout alors à rentrer en Norvège.

#### Retour en Norvège  (2010-2016)
Après un passage au club de division 2 norvégienne SK Vard Haugesund en 2010-2011 ainsi qu'au FK Haugesund entre 2011 et 2013, l'attaquant norvégien s'engage alors avec le Rosenborg BK. 
Durant la saison 2015 à Rosenborg BK, il dispute 27 rencontres dont 26 en tant que titulaire et inscrit 22 buts. Sur ses 22 buts, il inscrit six doublés et transforme deux penaltys. Il termine meilleur buteur du championnat devant Adama Diomande et ses 17 buts. Sur le plan collectif, Rosenborg finit à la première place du championnat de Tippeligaen. Le club remporte également la Coupe de Norvège où il dispute quatre matchs et inscrit deux buts : le premier en quarts de finale de la compétition, et le second en demi-finale.

#### AS Saint-Étienne (2016-2018)
Il arrive en France en janvier 2016 afin de renforcer le secteur offensif de l'AS Saint-Étienne, mis à mal par la grave blessure de Robert Berić deux mois plus tôt. Il signe un contrat de trois ans et demi en faveur du club stéphanois, pour une indemnité de 1,4 million d'euros. Après sa signature, il déclare être fier de porter le maillot vert, ce transfert étant la chose la plus importante qu'il lui soit arrivé dans sa carrière. Il devient ainsi le deuxième norvégien à jouer pour l'AS Saint-Étienne après Bjørn Tore Kvarme.
Il fait sa première apparition sous le maillot vert le 10 janvier en tant que titulaire à la pointe de l'attaque contre le FC Nantes, lors du déplacement au stade de la Beaujoire comptant pour la 20e journée de Ligue 1 (défaite, 2-1). Une semaine plus tard, le 17 janvier, Søderlund dispute son premier match à domicile au stade Geoffroy-Guichard, à l'occasion du derby face à l'Olympique lyonnais (21e journée de L1), et marque alors son premier but avec les Verts, donnant par la même occasion la victoire aux Stéphanois (76e ; victoire, 1-0).
Pour la saison 2016-2017, il marque un but dès la première journée de championnat contre les Girondins de Bordeaux, bien qu'étant remplaçant au coup d'envoi. Il ne peut cependant éviter la défaite de son équipe. Quelques semaines plus tard, le jeudi 8 décembre 2016, il inscrit, lors du match à l'extérieur contre les Belges du RSC Anderlecht, un doublé permettant à son équipe de l'emporter sur le score de 3 buts à 2 alors que le score à la mi-temps était de 2-0 pour les locaux. Grâce à ce doublé, les Verts terminent premiers de leur groupe en  Ligue Europa et Søderlund est, à cette occasion, mis à l'honneur par l'UEFA en étant nommé dans l'équipe type de la semaine aux côtés notamment du Brésilien de l'Inter Milan, Eder, et de l'Arménien de Manchester United, Henrikh Mkhitaryan. S'ensuit une fin de saison difficile pour le Norvégien, qui voit le Slovène Robert Beric lui prendre la place de titulaire. Il ne rentre qu'en fin de match lorsque son équipe est menée afin de pouvoir faire la différence. 
La saison suivante avec l'arrivée de l'attaquant du Dijon FCO, Loïs Diony, il est peu utilisé par l'entraîneur Oscar Garcia. Malgré les changements d'entraîneur, il ne parvient pas à s'imposer comme titulaire et quitte le club, en janvier 2018, pour rejoindre de nouveau le Rosenborg BK. Il y signe un contrat de 3 ans. Le montant du transfert est estimé à 500 000 euros.
Si, en quittant l’ASSE pour revenir à Rosenborg, Alexander Söderlund a tenu à remercier le « public de classe mondiale » qu’il a pu trouver dans le Forez, l’attaquant norvégien n’a pas tout aimé de son aventure française.
Après son départ, Söderlund s’est confié au site officiel de Rosenborg… pour dire combien il s’était ennuyé à Saint-Étienne : « C’est incroyablement bon de revenir. Et j’ai hâte de m’entraîner à nouveau tous les jours. Ce n’est pas un secret que je n’ai pas aimé la France. Lorsque les séances d’entraînement se terminaient, il n’y avait plus rien. Je suis impatient de retrouver une vie en dehors du football une fois de retour à Rosenborg. À Trondheim, j’ai un environnement sûr pour moi et ma famille ».

### BK Hacken
En février 2020, il s'engage en faveur du club suédois du BK Häcken.
Søderlund marque son premier but pour le club le 29 juin 2020, lors d'une rencontre de championnat face au Helsingborgs IF. Titulaire ce jour-là, il donne la victoire à son équipe en étant le seul buteur de la partie.

### FK Haugesund
En août 2021, il fait son retour dans son club formateur, au FK Haugesund. Il inscrit ses deux premiers buts depuis son retour le 17 octobre 2021 contre le Mjøndalen IF, en championnat. Il contribue à la large victoire de son équipe (7-0 score final).

### Carrière en équipe nationale
Il joue son premier match avec l'équipe de Norvège le 15 janvier 2012 contre le Danemark à Bangkok. Il inscrit son premier but en sélection le 15 octobre 2015, lors d'un match face à Malte comptant pour les éliminatoires du championnat d'Europe 2016.

## Statistiques
| Saison    | Club             | Championnat | Matchs | Buts |
| --------- | ---------------- | ----------- | ------ | ---- |
| 2016-2017 | AS Saint-Étienne | Ligue 1     | 12     | 1    |
| 2015-2016 | AS Saint-Étienne | Ligue 1     | 11     | 2    |
| 2015      | Rosenborg BK     | Tippeligaen | 27     | 22   |
| 2014      | Rosenborg BK     | Tippeligaen | 23     | 14   |
| 2013      | Rosenborg BK     | Tippeligaen | 13     | 3    |
| 2013      | FK Haugesund     | Tippeligaen | 12     | 3    |
| 2012      | FK Haugesund     | Tippeligaen | 29     | 10   |
| 2011      | FK Haugesund     | Tippeligaen | 29     | 11   |

Note : Ce tableau prend compte uniquement les matchs de championnat.

## Palmarès

### En club
- FH Hafnarfjörður
  - Champion d'Islande en 2009
  - Vainqueur de la Coupe de la Ligue islandaise en 2009

- Rosenborg BK
  - Champion de Norvège en 2015
  -  Vice-champion de Norvège en 2014
  - Vainqueur de la Coupe de Norvège en 2015

### Distinctions personnelles
- Meilleur buteur du championnat norvégien en 2015 (22 buts)